# 甘野陶
甘野陶（1907年—2002年10月20日），男，安徽芜湖人，中华人民共和国外交家。

## 生平
1925年，甘野陶参加了在芜湖的学生运动，并于两年后加入中国共产党，1935年前往日本进入本东京地政大学学习。1936年回国后，在各地从事中共统战工作。1944年又进入延安中央党校，毕业后先后担任中共清丰县委组织部部长和皖西区城工委组织委员。
中华人民共和国成立后在外交部亚洲司任专员，后被派往朝鲜任参赞，1952年驻朝大使倪志亮因病卸任，使馆事务由甘负责，后又前往印尼大使馆任参赞。1956年赴芬兰担任大使，1962年归国任外交部条法司司长。1973年又前往阿富汗担任大使，1976年调离，并与三年后担任驻马达加斯加大使。